# ناصفة (جغرافيا)
في الجغرافيا، الناصفة (الجمع: نواصف) هي مسطح مائي صغير متصل عادًة ببحر أو محيط أكبر. هناك القليل من الاتساق في استخدام "Sound" في أسماء الأماكن باللغة الإنجليزية. يمكن أن يشير المصطلح إلى مدخل أعمق من خليج وأوسع من الخلل، أو بحر ضيق أو قناة محيطية بين جسدين من الأرض (على غرار المضيق)، أو يمكن أن تشير إلى بحيرة شاطئة واقعة بين جزيرة حاجزة والبر الرئيسي.